# Ferdinand Flury

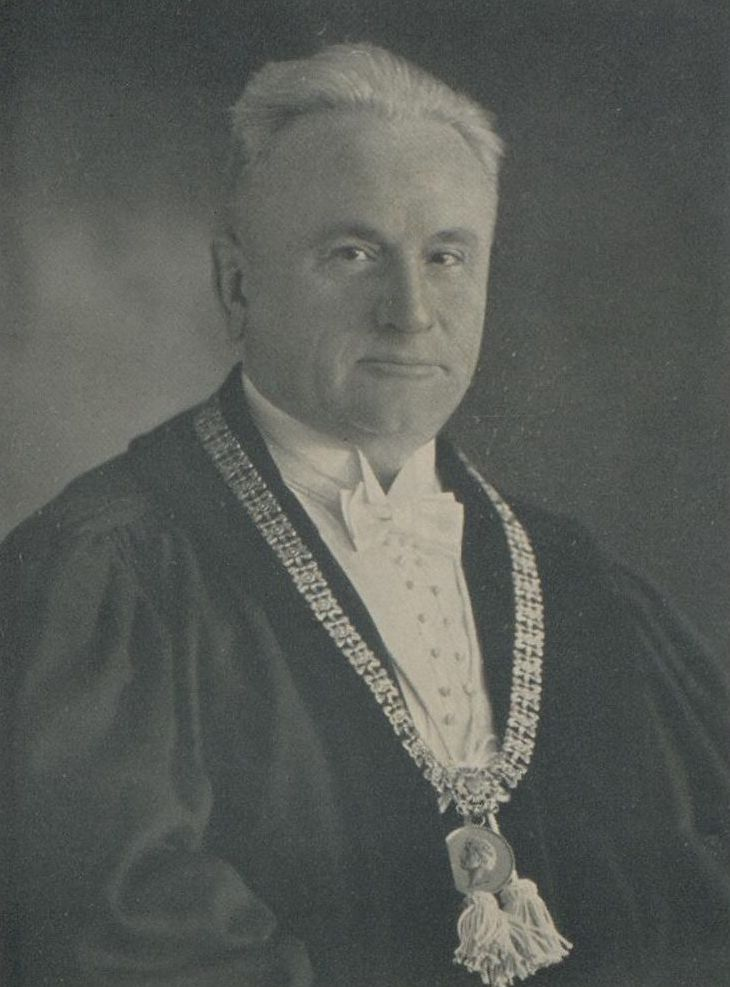
Ferdinand Flury, um 1932

Ferdinand Flury (* 21. Mai 1877 in Würzburg; † 6. April 1947 ebenda) war ein deutscher Pharmakologe, Toxikologe und Sanitätsoffizier. Seine Beiträge zur Gewerbehygiene und seine Forschungen zu chemischen Kampfstoffen machten ihn international bekannt. 

## Leben
Eine Lehrzeit und Praxis in Pharmazie leistete Flury von 1892 bis 1898 in Erlangen ab. An der Friedrich-Alexander-Universität Erlangen studierte er von 1898 bis 1902 Chemie, Pharmazie und Naturwissenschaft. 1899 wurde er Mitglied des Corps Onoldia. Er legte 1900 sein Staatsexamen ab und wurde 1902 in Pharmazie promoviert. 1901 diente er als Einjährig-Freiwilliger. Von 1902 bis 1905 arbeitete er als Assistent im Chemischen Laboratorium der Universität Erlangen und legte 1904 seine Prüfung als Lebensmittelchemiker ab. 1905 kehrte er in den Militärdienst zurück, wo er als Stabsapotheker in einem Garnisonslazarett bis 1910 tätig war. Im gleichen Zeitraum studierte er von 1905 bis 1909 Humanmedizin an der Universität Würzburg. 1910 promovierte er auch in Medizin und arbeitete anschließend als Assistent am Pharmakologischen Institut der Universität Würzburg. 1912 habilitierte Flury sich bei Edwin Stanton Faust für Pharmakologie und Toxikologie. Ab 1915 war er als a.o.Professor und ab 1920 als o. Professor für Pharmakologie an der Universität Würzburg tätig.

### Kaiser-Wilhelm-Institut
Während des Ersten Weltkrieges war Flury zunächst als Stabsapotheker eingesetzt und wechselte dann ans Kaiser-Wilhelm-Institut (KWI) für Physikalische Chemie und Elektrochemie in Berlin-Dahlem, wo er von 1916 bis 1920 zusammen mit dem Leiter des Instituts Fritz Haber arbeitete und vor allem die Wirkungen von Kampfgasen untersuchte. Hier übernahm er schließlich die Leitung der Abteilung E „Toxikologie der Kampfstoffe, Tierversuche und Gewerbehygiene“. Die Forschungen am KWI trugen wesentlich zur Entwicklung chemischer Kampfstoffe und zu den entsprechenden Schutzmitteln bei. In seiner Abteilung wurden die Wirkungen neuer Kampfstoffe überprüft und die chronische Schädigung deutscher Gasopfer des Ersten Weltkrieges untersucht. Zu seinen Aufgaben gehörte die systematische Erforschung der Kampfstoffe mit dem Ziel, geeignete und effektive Schutzeinrichtungen zu entwickeln. Es gelang in seiner Abteilung durch das Zyklonverfahren Blausäure mittels eines Trägers zu stabilisieren. Die gebundene Blausäure konnte so als Rattenbekämpfungsmittel eingesetzt werden. Unter dem Namen Zyklon B wurde an Kieselgur gebundene Blausäure zur Ungeziefervertilgung von allem von Läusen eingesetzt.

### Pharmakologie in Würzburg
1920 kehrte Flury als Professor an die Universität Würzburg zurück. Von 1920 bis 1945 hatte er dort den Lehrstuhl für Pharmakologie inne und leitete das beim Juliusspital gelegene kleine pharmakologische Institut. Zu seinen Mitarbeitern gehörten Wilhelm Neumann (Mediziner, 1898), Wolfgang Wirth (Mediziner, 1898) und als Privatgelehrter der Apotheker Franz Zernik. Auch in der Zeit der Weimarer Republik nahm Flury eine zentrale Position bei der Koordinierung der Kampfstoff-Forschung ein. Er vertrat die Auffassung, dass keine neuen Kampfstoffe mehr gefunden werden könnten, so dass die Aufgabe der Wissenschaft die Verbesserung der vorhandenen chemischen Waffen sei. Proben der zu prüfenden Stoffe wurden in Flurys Pharmakologischen Institut auf ihre physiologische Wirkung in Großtierversuchen getestet. 1926 waren bereits 100 Substanzen in seinem Institut geprüft worden. Auf einem Wissenschaftlertreffen am 28. April 1928 bilanzierte Flury die bisherigen Untersuchungsleistungen. Danach seien insgesamt 1000 verschiedene Stoffe geprüft worden; 200 in seinem Institut und 600 am KWI in der Zeit von 1916 bis 1918. Die 200 anderen Stoffe waren bereits vorher bekannt. Als Aufgabe der Kampfstoff-Forschung formulierte Flury: „Wir arbeiten auf offensivem und auf dem Schutzgebiet“.
1929 war Flury im Auftrag des Heereswaffenamtes an der Fertigung einer systematischen Zusammenstellung aller bekannten und geprüften Kampfstoffe beteiligt. 1931 konnte er von 2000 in seinem Institut geprüften Stoffen lediglich fünf als für die Kampfstoffverwendung geeignet befinden. In Betracht kamen aus seiner Sicht nur Senfgas (Lost) und Phosgen. Die Forschung wurde auch nach 1933 kontinuierlich fortgesetzt. Flury beantragte am 20. September 1937 die Aufnahme in die NSDAP und wurde rückwirkend zum 1. Mai desselben Jahres aufgenommen (Mitgliedsnummer 4.850.982). Auf Grund einer Anordnung des Oberkommandos der Wehrmacht im Herbst 1944 wurden sämtliche Unterlagen über die Entwicklung und Produktion chemischer Waffen systematisch vernichtet, so dass auch über die Rolle des Würzburger Instituts für Pharmakologie keine sicheren Erkenntnisse bestehen. Der Nachfolger Flurys als Institutsleiter, Wilhelm Neumann, äußerte sich 1946 dazu wie folgt:
„Bezüglich der Arbeiten des Pharmakologischen Instituts auf dem Kampfstoffgebiet, die mir in allen Einzelheiten bekannt geworden sind, erklärte ich: Von den hierüber umlaufenden Gerüchten ist der größte Teil unbegründet, der Rest unrichtig. Weder von Herrn Prof. Flury noch von mir oder sonst einem Mitarbeiter des Instituts ist jemals ein Kampfstoff ‚erfunden’ worden; ebenso hat das Institut niemals Kampfstoffe ‚hergestellt’. Unbegründet ist auch die durch den militärischen Rang und die Auszeichnungen von Prof. Flury entstandene Anschauung, Prof. Flury bzw. das Institut wären auf dem Gebiet des sogen. Chemischen Krieges leitend tätig gewesen. […] Ende 1944 wurden Prof. Flury und ich befragt, ob wir glaubten, daß ein Einsatz chemischer Kampfstoffe eine kriegsentscheidende Wirkung haben würde. Aus grundsätzlichen Erwägungen heraus haben wir diese Frage sofort verneint und betont, daß dabei mit Sicherheit ein überwältigender und in seinen Folgen unabsehbarer Kampfstoffeinsatz der Gegenseite zu erwarten sei. Dies Argument scheint, nach der historischen Entwicklung zu urteilen, bei der entscheidenden Stelle durchgedrungen zu sein. Wir waren uns darüber klar, daß wir mit diesem Dokument ein offenes Bekenntnis zu dem ablegten, was man damals Defätismus nannte.“ 
In den gerichtlichen Vorermittlungen für seinen Prozess Anfang der 1960er Jahre gab der ärztliche Leiter der Aktion T4 (also der organisierten Tötung von Geisteskranken und Behinderten im nationalsozialistischen Deutschen Reich), der Professor für Psychiatrie und Neurologie an der Universität Würzburg Werner Heyde an, Flury als Sachverständigen für die geeignetste Tötungsmethode vorgeschlagen zu haben:
„Von Bouhler und Brack wurden wir gefragt, welches Tötungsmittel am besten zu verwenden sei. Dabei kam zu Ausdruck, es müsse rasch, unfehlbar und schmerzlos wirken. Wir erklärten daraufhin, daß wir kein solches Mittel aus der gebräuchlichen Pharmakologie wüßten und machten den Vorschlag, es möchten Pharmakologen hierzu befragt werden. Ich räume ohne weiteres ein, daß ich hierfür Professor Flury, Ordinarius in Würzburg und gleichzeitig Lehrer an der Militärärztlichen Akademie in Berlin, in Vorschlag gebracht habe. Es sind aber außer diesem noch zwei weitere Pharmakologen um eine Stellungnahme angegangen worden. Ich weiß nicht, ob diese beiden noch am Leben sind und möchte deshalb ihre Namen nicht nennen. Alle drei Pharmakologen kamen zum Ergebnis, es komme nur ein Mittel in Frage, das diesen Ansprüchen genüge, nämlich Kohlenoxyd.“
Im Zweiten Weltkrieg war Flury im Sanitätsdienst als Oberstarzt eingesetzt und im April 1943 zum Generalarzt befördert worden. 1945 wurde Flury als Vorstand des Pharmakologischen Instituts entlassen und in einem Kriegsgefangenenlager inhaftiert. Sein Nachfolger wurde nach einer Übergangsfrist 1949 sein ehemaliger Privatassistent und spätere Dozent Wilhelm Neumann. Am 6. April 1947 starb Ferdinand Flury an einem Schlaganfall. Er gilt als bedeutender Toxikologe und derjenige Wissenschaftler, der geprüfte Grenzwerte für potentiell schädliche Stoffe lieferte, unterhalb derer körperfremde Stoffe keine Organismusschäden hervorrufen. Sein Beitrag für eine wissenschaftlich fundierte, experimentelle Gewerbetoxikologie ist unbestritten.

## Ehrungen
- Auswärtiges Wissenschaftliches Mitglied der Kaiser-Wilhelm-Gesellschaft am KWI für physikalische Chemie und Elektrochemie (1926)
- Wahl in die Deutsche Akademie der Naturforscher Leopoldina (1932)
- Liebig-Denkmünze (1934)
- Kriegsverdienstkreuz (1939) I. Klasse mit Schwertern (1943)
- Ritterkreuz des Kriegsverdienstkreuzes mit Schwertern (23. September 1944)

## Schriften (Auswahl)
- als Hrsg. mit Franz Frisch: Festschrift zum 46. Deutschen Ärztetag in Würzburg. Stürtz, Würzburg 1927–
- Zur Entwicklungsgeschichte der Würzburger Ärzteschule. Der Universität Würzburg zu ihrem 350jährigen Bestehen. In: Münchener Medizinische Wochenschrift. Band 6, 1932, S. 653–655.
- mit Franz Zernik: Schädliche Gase, Dämpfe, Nebel, Rauch- und Staubarten. Berlin 1931.
- Tierische Gifte und ihre Wirkung. In: Handbuch der normalen und pathologischen Physiologie. Band 13, Berlin 1929.
- mit Heinrich Zangger, Max Cloetta und Erich Hübener: Lehrbuch der Toxikologie. Springer, Berlin 1928.